# 9073 Yoshinori
9073 Yoshinori è un asteroide della fascia principale. Scoperto nel 1994, presenta un'orbita caratterizzata da un semiasse maggiore pari a 2,2704387 UA e da un'eccentricità di 0,1239741, inclinata di 6,48016° rispetto all'eclittica.